# Liste der denkmalgeschützten Objekte in Lenzing an der Ager
Die Liste der denkmalgeschützten Objekte in Lenzing an der Ager enthält die 3 denkmalgeschützten, unbeweglichen Objekte der oberösterreichischen Marktgemeinde Lenzing an der Ager im Bezirk Vöcklabruck.

## Denkmäler
| Foto |                 | Denkmal                                                                                                   | Standort                                           | Beschreibung | Metadaten |
| ---- | --------------- | --- | -------------------------------------------------- | --- | --- |
| ja   | Datei hochladen | Kath. Filialkirche hl. Andreas, Schimmelkirche und ehem. Friedhofsfläche HERIS-ID: 52486 Objekt-ID: 59372 | nahe Bundesstraße 3 Standort KG: Lenzing           | Eine spätgotische Kirche, die am 19. Jänner 1508 von Weihbischof Bernhard Meurl von Passau geweiht wurde.       | BDA-Hist.: Q2235979 Status: § 2a Stand der BDA-Liste: 2025-06-30 Name: Kath. Filialkirche hl. Andreas, Schimmelkirche und ehem. Friedhofsfläche GstNr.: 1044, 1043 Schimmelkirche |
| ja   | Datei hochladen | Wengermühle, Steinmühle HERIS-ID: 38335 Objekt-ID: 37872                                                  | Oberachmanner Straße 2 Standort KG: Lenzing        | An der Ager gelegene ehemalige Mühle, bis 2009 als Gastronomiebetrieb und danach als privates Wohnhaus genutzt. | BDA-Hist.: Q37980600 Status: Bescheid Stand der BDA-Liste: 2025-06-30 Name: Wengermühle, Steinmühle GstNr.: 1562/2                                                                |
| BW   | Datei hochladen | Anlage Friedhof Lenzing HERIS-ID: 102235seit 2025                                                         | gegenüber Neubrunner Straße 1 Standort KG: Lenzing | | BDA-Hist.: Q127694735 Status: Bescheid Stand der BDA-Liste: 2025-06-30 Name: Anlage Friedhof Lenzing GstNr.: 2721, 2722, 2716, 2720 Friedhof Lenzing                              |
| ja   | Datei hochladen | Kath. Pfarrkirche Hl. Geist HERIS-ID: 102238 Objekt-ID: 118617                                            | bei Pfarrplatz 2 Standort KG: Lenzing              | Von 1959 bis 1962 wurde nach den Plänen des Architekten Hans Aigner ein Kirchenbau der Moderne erbaut.          | BDA-Hist.: Q25894557 Status: § 2a Stand der BDA-Liste: 2025-06-30 Name: Kath. Pfarrkirche Hl. Geist GstNr.: 739 Pfarrkirche hl. Geist, Lenzing                                    |